# Pyšelské muzeum
Pyšelské muzeum je městským muzeem v Pyšelích. Není členem Asociace muzeí a galerií.

## Historie
Původní muzeum v Pyšelích vzniklo roku 1936 a nacházelo se v domě čp. 38. Jeho vedoucím byl Arnošt Chvojka. Muzeum fungovalo až do roku 1953, poté došlo k jeho zrušení a sbírky se rozvezly do jiných muzeí, především do muzea v Říčanech. K obnově muzea došlo roku 1993, ke slavnostnímu otevření nové stálé expozice došlo v roce 1996.

## Sbírky
Pyšelské muzeum uchovává především archeologické, etnografické a numismatické sbírky. Z archeologických předmětů náleží k nejvýznamnějším pravěké kamenné nástroje z období neolitu a archeologické nálezy z místního zámku. Specifickou součástí sbírky jsou památky na pyšelského rodáka Emanuela Rádla. 